# Мондолфо
Мондо̀лфо (на италиански: Mondolfo, на местен диалект Mondòlf, Мондолф) е град и община в Централна Италия, провинция Пезаро и Урбино, регион Марке. Разположен е на 144 m надморска височина. Населението на общината е 14 771 души (към 2010 г.).